# VI Congresso dei Soviet dell'Unione Sovietica
Il VI Congresso dei Soviet dell'Unione Sovietica si tenne nel 1931. I bolscevichi ottennero 1151 seggi su 1576.